# Kristina Flognman
Kristina Linéa Flognman, znana jako Tina Flognman (ur. 29 czerwca 1981 we Forshadze), szwedzka piłkarka ręczna, reprezentantka kraju, obrotowa. Obecnie występuje we francuskim Toulon Saint Cyr Var HB.
Wicemistrzyni Europy z 2010 r.